# Yasuo Kobayashi
 (avril 2015).
Yasuo Kobayashi (小林 保雄, Kobayashi Yasuo, né le 20 septembre 1936)
 est un maître japonais d'aïkido, 8e dan de l'Aikikai.
Kobayashi est né dans le district de Kudan à Tokyo. Il commence la pratique martiale avec le judo mais découvre la pratique de l’aïkido à l’âge de 19 ans. En suivant le conseil d’un ami, il se rend à l’aikikaï durant l'hiver 1954. À cette occasion, il assiste à un cours dirigé par TADA Senseï. Séduit par cette voie, il décide de s’inscrire à l’Aikikaï Hombu Dojo.
En parallèle de sa pratique martiale, il poursuit ses études dans le but d’obtenir un diplôme d’ingénieur électricien. Étudiant à l’université Meiji, il se rend quotidiennement au hombu dojo puis devient élève à résidence (uchi deshi).
Durant ses premières années de pratique, le jeune Yasuo étudie régulièrement sous la direction du Fondateur Morihei UESHIBA.
En 1969, il crée son propre dojo à Kodaira. Il est aussi responsable des aïkido clubs de l'Université de Meiji, de Saitama et de l'université d'économie de Tokyo.